# Kakekotoba
Le kakekotoba (掛詞) est un procédé qui consiste à utiliser les homophonies de la langue japonaise pour créer une lecture cachée de poèmes, tels les kyōka ou les wakas. L'auteur pourra se servir, par exemple, de 松 (matsu) et son homophone 待つ (matsu), le premier kanji signifiant « pin » et le deuxième mot « attendre ».